# 稲津村
稲津村（いなつむら）は、かつて岐阜県土岐郡にあった村である。小里（おり）、萩原の二つの大字がある。現在の瑞浪市稲津町の区域に相当する。

## 地理
- 川：小里川、萩原川

## 歴史

### 沿革
- 1875年（明治8年）1月1日 - 旧来の小里村、羽広村、須之宮村が合併し小里村となる。
- 1889年（明治22年）7月1日 - 小里村と萩原村が合併し発足。
- 1954年（昭和29年）4月1日 - 瑞浪土岐町、釜戸村、大湫村、日吉村、明世村（山野内、月吉、戸狩）、恵那郡陶町と合併し瑞浪市が発足。同日稲津村廃止。

## 教育
- 村立稲津中学校
- 村立稲津小学校

## 名所・旧跡
- 小里城跡
- 小里国定屋敷跡と陶原祖創業之地の石碑 ‐ 当地の焼物職人・亀右衛門が日本最古の銅版転写下絵付けの焼物（里泉焼）を製造したと言われている。

## 寺院
- 興徳寺

## 出身者
- 笠井愛次郎